# 谷口明正
谷口 明正（たにぐち あきまさ、1983年11月22日 - ）は、三重県出身の競輪選手。日本競輪学校第103期生。日本競輪選手会三重支部所属。ホームバンクは松阪競輪場。師匠は萩原操（51期）。

## 来歴
小学4年生から、中学校、高校、大学、クラブチームと17年間、バスケットボールで活動。2012年までは京都府で会社勤めをしていた。
会社勤めをしていた頃、先輩を通じて自転車競技と出会い、自分の体一つで人生を変えれる競輪に惹かれ、京都で会社勤めをしながら、毛利昇平（79期）や伊藤保文（71期）に教えてもらい、日本競輪学校適正試験を受けていた。しかし、必ず2次試験で落ちてしまうので、本気で競輪選手を目指し技能試験を受けるためにも、会社勤めを辞め、地元三重県に戻り本格的に自転車に乗る練習をすることにした。そこで、師匠である萩原操（51期）と出会い、一から十まで教えてもらうことになった
。
そして、2012年に日本競輪学校に入校。在校競争成績は第16位（13勝）であった。
なお、2011年に開催された山口国体で、自転車競技1kmタイムトライアルに出場し優勝を果たしている
。
デビューは、2013年7月16日、ホームバンクの松阪競輪場で、デビュー戦を初勝利で飾った。初優勝は、2013年10月2日から開催された和歌山競輪場にて、初優勝を果たす。2017年10月5日、小田原競輪場にて100勝目を達成。